# أنطونيو راميرو بيريز
أنطونيو راميرو بيريز (بالإسبانية: Antoñito)‏ (مواليد 2 فبراير 1978 في إشبيلية - إسبانيا) لاعب كرة قدم إسباني يلعب حاليا لصالح نادي الدرجة الأولى خيريث الإسباني منذ 2007 في مركز المهاجم كما يجيد اللعب في مركز الوسط المهاجم .

## وصلات خارجية
- أنطونيو راميرو بيريز على موقع قاعدة بيانات كرة القدم.إي يو (الإنجليزية)
- أنطونيو راميرو بيريز على موقع Soccerway.com (الإنجليزية)